# Urozgan (tỉnh)
Orūzgān hay Urōzgān (tiếng Pashtun: اروزګان), cũng viết Uruzgan hay Rōzgān (tiếng Pashtun: روزګان) là một trong 34 tỉnh của Afghanistan. Tỉnh lỵ là thành phố Tarin Kowt. Tỉnh có dân số gần người, diện tích km2.
Tỉnh nằm ở ở trung tâm của đất nước, mặc dù khu vực này là liên kết văn hóa và bộ lạc Kandahar ở miền Nam. Ngày 28 tháng 3 năm 2004, tỉnh Daykundi mới được tách ra khỏi một khu vực ở phía bắc để lại Oruzgan với dân số người Pashtun chiếm đa số và Daykundi với đa số người Hazara. Nhưng tháng 5 năm 2006, huyện Gizab đã được đưa trở lại từ Daykundi và sáp nhập lại vào Oruzgan, trở thành huyện thứ sáu của Oruzgan.